# Морган, Келвин
Келвин Морган (англ. Kelvin Morgan; 14 ноября 1997) — гибралтарский футболист, нападающий клуба «Сент-Джозефс» и сборной Гибралтара.

## Биография

### Клубная карьера
Воспитанник клуба «Европа». Единственный матч за основной состав команды сыграл 9 июля 2015 года в рамках первого отборочного раунда Лиги Европы против братиславского «Слована», в котором вышел на замену на 86-й минуте. В 2016 году подписал контракт с «Манчестер 62», где провёл два сезона. В 2018 году перешёл в клуб второго дивизиона «Бруно’с Мэгпайс». В январе 2019 стал игроком клуба высшей лиги «Монс Кальп». Спустя год, в январе 2020 вернулся в «Бруно’с Мэгпайс», также выступавший в высшей лиге. Летом 2021 года перешёл в «Сент-Джозефс».

### Карьера в сборной
Впервые был вызван в сборную Гибралтара в марте 2021 года на матчи отборочного турнира чемпионата 2022 против сборных Черногории и Нидерландов, однако на поле не вышел. Дебютировал за сборную 4 июня в товарищеском матче против Словении, в котором вышел на замену на 68-й минуте вместо Тиджея Де Барра и получил жёлтую карточку на 89-й минуте.